# Vitbrynad tetraka
Vitbrynad tetraka (Xanthomixis apperti) är en fågel i familjen madagaskarsångare inom ordningen tättingar.

## Utseende
Vitbrynad tetraka är en relativt liten och marklevande timalialiknande fågel. Ovansidan är grönaktig med mörkare vingpennor och stjärt. Hätta, nacke och bakre delen av örontäckarna är gråaktiga och ovanför ögat syns ett vitaktigt ögonbrynsstreck. Även strupen är vitaktig, liksom nedre delen av buken och undre stjärttäckarna, medan bröstet och övre delen av buken är anstrykt persikofärgad. Näbben är blekrosa, benen grårosa. Skiljer sig från vanliga arten långnäbbad madagaskarsångare (Bernieria madagascariensis) genom sin mindre storlek, det grå guvudet, vit strupe samt smalare och kortare näbb.

## Utbredning
Arten återfinns enbart på sydvästra Madagaskar, i skogarna Zombitse och Vohibasia, men även i Analavelona Classified Forest och spikskog vid Salary Bay. Den behandlas som monotypisk, det vill säga att den inte delas in i några underarter.

## Familjetillhörighet
Tetrakorna i Xanthomixis har traditionellt betraktats som bulbyler (Pycnonotidae) och till och med inkluderats i bulbylsläktet Phyllastrephus. DNA-studier visar dock att de tillhör en grupp fåglar som enbart förekommer på Madagaskar och som numera urskiljs som en egen familj, Bernieridae. Vitbrynad tetraka är systerart till gråkronad tetraka (X. cinereiceps).

## Levnadssätt
Vitbrynad tetraka ses i familjegrupper om två till åtta fåglar, ibland tillsammans med långnäbbad madagaskarsångare (Bernieria madagascariensis). I Zombitse-Vohibasia återfinns den i ostörd torr lövskog mellan 600 och 800 meters höjd. Analavelona däremot utgörs av isolerad städsegrön på 1.300 meters höjd. Observationer vid Salary Bay 2009 i låglänt torr kustmiljö tyder på antingen att arten tolererar fler naturtyper än man tidigare trott eller att observationerna utgör individer som flyttat från sitt häckningsområde. Arten lever av små ryggradslösa djur som den plocar från lövverk och grenar på låga buskar och från marken.

## Status och hot
Arten har ett mycket begränsat utbredningsområde där den endast är känd från fyra olika skogsområden.  Världspopulationen uppskattas till mellan 600 och 1700 vuxna individer. Internationella naturvårdsunionen IUCN kategoriserar den därför som sårbar (VU).

## Namn
Fågelns vetenskapliga namn är en hyllning till den schweiziske missionären, naturforskaren och palaeontologen Otto Appert (1930-2012). Tidigare kallades den Apperts tetraka även på svenska, men tilldelades 2023 ett mer informativt namn av BirdLife Sveriges taxonomikommitté.